# Takayoshi Ishihara
Takayoshi Ishihara (jap. 石原 崇兆 Ishihara Takayoshi; ur. 17 listopada 1992 w Fuji) – japoński piłkarz występujący na pozycji pomocnika. Obecnie występuje w Matsumoto Yamaga FC.

## Kariera klubowa
Od 2011 roku występował w klubach Fagiano Okayama i Matsumoto Yamaga FC.